# Чугінадак (острів)
Острів Чугінадак (алеут. Tanax̂ Angunax̂ ; рос. Чугинадак) — найбільший острів у підгрупі Чотирьохсопочних островів Алеутського архіпелагу. Чугінадак — алеутська назва, опублікована капітаном Тебенковим на карті 1852 року. Відповідно до Алеутського словника Кнута Бергсланда, алеутське слово «chugida-lix» означає «смажити, змушувати шипіти». Західна половина острова алеутською мовою називається Чугінадакс, що означає «киплячий».
Розміри острова приблизно 22,5*9,7 км. Нині діючий стратовулкан Клівленд займає всю західну половину суші, а східна половина острова — це сильно еродований і менш відомий стратовулкан Тана. Ці частини острові з'єднані невеликою смугою суходолу.
На північному узбережжі острова Чугінадак розташована бухта Епплгейта (2,5 милі в поперечнику) (Chuguuĝix̂). Бухта була названа на честь Семюеля Епплгейта, USC & GS, який командував шхуною «Неллі Хуан» під час дослідження цієї території в 1880-х роках.

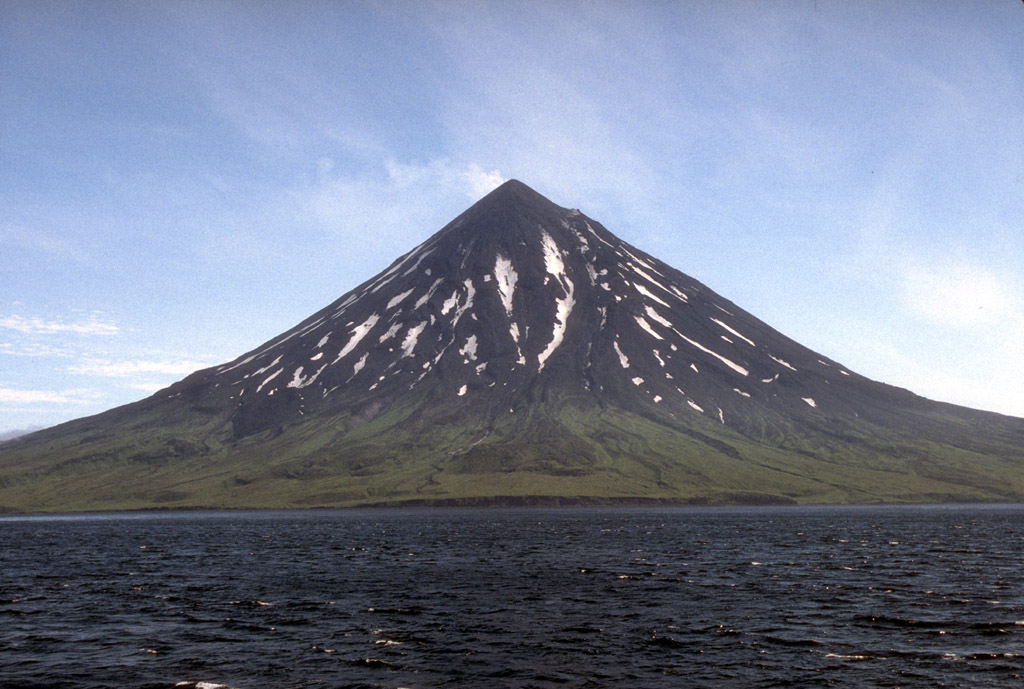
Гора Клівленд, 1994. Гора Клівленд займає приблизно половину острова.